# Carlos Herrera y Luna
Carlos Herrera y Luna (ur. 1856 w stolicy Gwatemali, zm. 1930), gwatemalski polityk, biznesmen i posiadacz ziemski, członek Partii Unionistycznej, minister rolnictwa.
Po obaleniu Manuela Estrady Cabrery przez Kongres Herrera (I wiceprezydent od 13 kwietnia 1920 do  12 kwietnia 1921) przejął po nim obowiązki prezydenta. W 1921 zawarł porozumienie z Hondurasem i Salwadorem o federacji. W tym samym roku kolejny przewrót pozbawił go władzy. Herrera zmarł na emigracji we Francji.